# چال‌میدان (لالی)
چال‌میدان یک روستا در ایران است که در شهرستان لالی در استان خوزستان واقع شده‌است. چال‌میدان ۲۳ نفر جمعیت دارد.

## جمعیت
این روستا در دهستان دشت لالی قرار دارد و براساس سرشماری مرکز آمار ایران در سال ۱۳۸۵، جمعیت آن ۲۳ نفر (۴ خانوار) بوده‌است.